# Kōhei Fujita
Kōhei Fujita (japanisch 藤田 浩平 Fujita Kōhei; * 19. Juni 1989 in der Präfektur Hyōgo) ist ein japanischer Fußballspieler.

## Karriere
Kōhei Fujita erlernte das Fußballspielen in der Schulmannschaft der Kobe International University High School und der Universitätsmannschaft der Ritsumeikan-Universität. Seinen ersten Vertrag unterschrieb er 2012 bei Kamatamare Sanuki. Der Verein spielte in der dritthöchsten Liga des Landes, der damaligen Japan Football League. 2013 wurde er mit dem Verein Vizemeister der Liga und stieg in die zweite Liga auf. Für den Verein absolvierte er 58 Ligaspiele. 2017 wechselte er nach Suzuka zu den Suzuka Unlimited FC (heute: Suzuka Point Getters). 2017 und 2018 wurde er mit dem Verein Meister der Tōkai Adult Soccer League (Div. 1). 2018 stieg er mit Suzuka in die Japan Football League auf. Im Januar 2021 nahm ihn der Regionalligist Cento Cuore Harima FC aus Kakogawa unter Vertrag.